# Ethel Strudwick
Pour les articles homonymes, voir Strudwick.
Ethel Strudwick (3 avril 1880 - 15 août 1954) est une enseignante et directrice d'école britannique. Elle dirige la  St Paul's Girls' School de 1927 à 1948 et préside la Women's Liberal Federation en 1949-1950.

## Biographie
Ethel Strudwick naît à Fulham, fille unique de John Melhuish Strudwick et d'Harriet Strudwick. Son père est un peintre préraphaélite réputé. Elle fait ses études à la Queen Elizabeth's School de West Kensington, puis obtient une bourse du Bedford College (devenu plus tard le Royal Holloway), où elle obtient un diplôme de lettres classiques. Elle enseigne les lettres classiques à la Laurels School de Rugby, puis au Bedford College. Là, elle obtient une maîtrise et enseigne les lettres classiques de 1903 à 1913, et elle est nommée chef du département de latin en 1909.
Ethel Strudwick est nommée directrice de la City of London School for Girls en 1913. Elle dirige l'école pendant la Première Guerre mondiale et, après la guerre, fait construire un laboratoire de physique et encourage les élèves faire du travail social dans le sud de Londres. En 1921, elle est nommée au Sénat de l'université de Londres.
En 1927, elle est nommée directrice de la St Paul's Girls' School, où elle succède à Frances Gray. Elle enseigne à temps partiel, développe l'enseignement des sciences qui disposent d'un bâtiment dédié, inauguré en 1933, et équipe l'école d'un gramophone en 1935. Lors du déclenchement de la Deuxième Guerre mondiale, elle organise en septembre 1939 l'évacuation de 183 élèves vers la Wycombe Abbey School, où elles passent l'hiver 1939-1940. puis le retour de l'école à Londres en mai 1940, avec seulement 65 élèves et un nombre réduit d'enseignants. En 1945, le nombre d'élèves inscrites atteint 300.
Ethel Strudwick s'implique dans les organismes éducatifs. Ainsi, elle est présidente de l'Association of Headmistress de 1931 à 1933, présidente fondatrice de la British Federation of Business and Professional Women en 1937, et membre du conseil du Girls' Public Day School Trust en 1948. En 1945, elle est invitée à siéger dans une commission d'enquête gouvernementale sur le futur rôle des femmes dans le service extérieur. Elle-même n'est pas une militante féministe, mais elle est très attachée aux perspectives professionnelles des élèves qu'elle contribue à former. Elle est libérale sur le plan politique, et en 1943, elle est élue au conseil national du Parti libéral. Elle est présidente de la Women's Liberal Federation de 1949 à 1950 et participe à la campagne des élections générales de 1950.
Strudwick est nommée  officière de l'Empire britannique (OBE) en 1936 puis promue commandeure (CBE) en 1948, l'année où elle prend sa retraite. Elle est remplacée à la direction de l'école par Margaret Osborn. Elle meurt à son domicile de Mortlake, au sud-ouest de Londres, le 15 août 1954. Un service commémoratif est organisé à la cathédrale Saint-Paul de Londres.